# Valentine Holmes

a Compétitions nationales et continentales officielles uniquement.

b Matchs officiels uniquement.
Valentine Holmes, né le 24 juillet 1995 à Townsville (Australie), est un joueur australien de rugby à XIII évoluant au poste de centre, d'arrière ou d'ailier dans les années 2010 et 2020
Né dans le Queensland d'un père néo-zélandais, Valentine Holmes pratique le rugby à XIII depuis son plus jeune âge et rejoint les sections jeunes des  Cronulla-Sutherland Sharks basés à Sydney durant son adolescence. Il prend part à la National Rugby League à partir de 2014 et devient l'un des joueurs les plus attractifs du Championnat remportant la NRL en 2016 avec Ben Barba, James Maloney et Paul Gallen. Fin 2018, il stoppe sa carrière en rugby à XIII pour une expérience aux Jets de New York en football américain dans la National Football League à l'instar de Jarryd Hayne, mais cela n'est pas concluant. Il revient en NRL en 2020 et signe pour les North Queensland Cowboys où il devient l'un des meilleurs botteurs de NRL, puis signe en 2025 pour les St. George Illawarra Dragons.
Joueur polyvalent et précoce, il est l'objet d'une concurrence féroce entre l'Australie et la Nouvelle-Zélande pour rejoindre leurs sélections respectives, Valentine Holmes prête finalement allégeance aux premiers. Avec l'Australie, il prend part aux titres de Coupe du monde en 2017 et 2022. Enfin au « State of Origin », avec le Queensland, il dispute en dispute sept éditions pour quatre titres en 2017, 2020, 2022 et 2023.

## Biographie
À 23 ans, Valentine Holmes s'est déjà constitué un grand palmarès en rugby à XIII - Champion du monde, vainqueur du tournoi des Quatre Nations, vainqueur du State of Origin et vainqueur de la National Rugby League - Il décide alors de tenter sa chance dans une autre discipline en mettant entre parenthèses sa carrière en rugby à XIII et son contrat aux Sharks de Cronulla-Sutherland pour pratiquer le football américain en National Football League. Après une expérience qui aura tourné court, il rejoint les Cowboys du North Queensland pour la saison 2020.

## Palmarès
- Collectif :
  - Vainqueur de la Coupe du monde : 2017 et 2021 (Australie).
  - Vainqueur du Tournoi des Quatre Nations : 2016 (Australie).
  - Vainqueur du State of Origin : 2017, 2020, 2022 et 2023 (Queensland).
  - Vainqueur de la National Rugby League : 2016 (Sharks de Cronulla-Sutherland).

- Inidividuel :
  - Meilleur marqueur d'essais de la Coupe du monde : 2017 (Australie avec 12 essais).
  - Meilleur marqueur d'essais du State of Origin : 2017 (Queensland avec 4 essais).
  - Meilleur marqueur de points de la National Rugby League : 2022 (North Queensland).
  - Elu meilleur centre de la National Rugby League : 2022 (North Queensland).

### En équipe nationale
| sous les couleurs d'Australie |                |           |                     |                  |               |
| Année                         | Compétition    | Rang      | Résultats Australie | Résultats Holmes | Matchs Holmes |
| 2016                          | Quatre Nations | Vainqueur | 4 v, 0 n, 0 d       | 3 v, 0 n, 0 d    | 3/4           |
| 2017                          | Coupe du monde | Vainqueur | 6 v, 0 n, 0 d       | 6 v, 0 n, 0 d    | 6/6           |

### Détails en sélection
| Matchs internationaux de Valentine Holmes | Matchs internationaux de Valentine Holmes | Matchs internationaux de Valentine Holmes | Matchs internationaux de Valentine Holmes | Matchs internationaux de Valentine Holmes | Matchs internationaux de Valentine Holmes | Matchs internationaux de Valentine Holmes | Matchs internationaux de Valentine Holmes | Matchs internationaux de Valentine Holmes | Matchs internationaux de Valentine Holmes | Matchs internationaux de Valentine Holmes | Matchs internationaux de Valentine Holmes |
| ----------------------------------------- | ----------------------------------------- | ----------------------------------------- | ----------------------------------------- | ----------------------------------------- | ----------------------------------------- | ----------------------------------------- | ----------------------------------------- | ----------------------------------------- | ----------------------------------------- | ----------------------------------------- | ----------------------------------------- |
| sous les couleurs de l'Australie          |                                           |                                           |                                           |                                           |                                           |                                           |                                           |                                           |                                           |                                           |                                           |
| 1.                                        | 15 octobre 2016                           | Nouvelle-Zélande                          | 26-6                                      | Amical                                    | Ailier                                    | 4                                         | 1                                         | 0                                         | 0                                         |                                           |                                           |
| 2.                                        | 5 novembre 2016                           | Nouvelle-Zélande                          | 14-8                                      | Quatre Nations                            | Ailier                                    | 0                                         | 0                                         | 0                                         | 0                                         |                                           |                                           |
| 3.                                        | 13 novembre 2016                          | Angleterre                                | 36-18                                     | Quatre Nations                            | Ailier                                    | 4                                         | 1                                         | 0                                         | 0                                         |                                           |                                           |
| 4.                                        | 20 novembre 2016                          | Nouvelle-Zélande                          | 34-8                                      | Quatre Nations                            | Ailier                                    | 0                                         | 0                                         | 0                                         | 0                                         |                                           |                                           |
| 5.                                        | 5 mai 2017                                | Nouvelle-Zélande                          | 30-12                                     | ANZAC Test                                | Ailier                                    | 0                                         | 0                                         | 0                                         | 0                                         |                                           |                                           |
| 6.                                        | 27 octobre 2018                           | Angleterre                                | 18-4                                      | Coupe du monde                            | Ailier                                    | 0                                         | 0                                         | 0                                         | 0                                         |                                           |                                           |
| 7.                                        | 3 novembre 2017                           | France                                    | 52-6                                      | Coupe du monde                            | Remplaçant                                | 4                                         | 1                                         | 0                                         | 0                                         |                                           |                                           |
| 8.                                        | 11 novembre 2017                          | Liban                                     | 34-0                                      | Coupe du monde                            | Arrière                                   | 0                                         | 0                                         | 0                                         | 0                                         |                                           |                                           |
| 9.                                        | 17 novembre 2017                          | Samoa                                     | 46-0                                      | Coupe du monde                            | Ailier                                    | 20                                        | 5                                         | 0                                         | 0                                         |                                           |                                           |
| 10.                                       | 24 novembre 2017                          | Fidji                                     | 54-6                                      | Coupe du monde                            | Ailier                                    | 24                                        | 6                                         | 0                                         | 0                                         |                                           |                                           |
| 11.                                       | 2 décembre 2017                           | Angleterre                                | 6-0                                       | Coupe du monde                            | Ailier                                    | 0                                         | 0                                         | 0                                         | 0                                         |                                           |                                           |
| 12.                                       | 13 octobre 2018                           | Nouvelle-Zélande                          | 24-26                                     | Amical                                    | Ailier                                    | 12                                        | 1                                         | 4                                         | 0                                         |                                           |                                           |
| 13.                                       | 20 octobre 2018                           | Tonga                                     | 34-16                                     | Amical                                    | Ailier                                    | 18                                        | 2                                         | 5                                         | 0                                         |                                           |                                           |

### Détails en club
| Saison | Saison                                                                       | Championnat                                                                  | Championnat                                                                  | Championnat                                                                  | Championnat                                                                  | Championnat                                                                  | Championnat                                                                  | Championnat                                                                  | State of Origin                                                              | State of Origin                                                              | State of Origin                                                              | State of Origin                                                              | State of Origin                                                              | State of Origin                                                              | State of Origin                                                              | Sélection                                                                    | Sélection                                                                    | Sélection                                                                    | Sélection                                                                    | Sélection                                                                    | Sélection                                                                    | Sélection |
| Saison | Saison                                                                       | Comp.                                                                        | Class.                                                                       | M                                                                            | Pts                                                                          | Ess.                                                                         | Buts                                                                         | Dp.                                                                          | Ed.                                                                          | Rés.                                                                         | M                                                                            | Pts                                                                          | Ess.                                                                         | Buts                                                                         | Dp.                                                                          | Compet.                                                                      | M                                                                            | Pts                                                                          | Ess.                                                                         | Buts                                                                         | Dp.                                                                          |           |
| ------ | ---------------------------------------------------------------------------- | ---------------------------------------------------------------------------- | ---------------------------------------------------------------------------- | ---------------------------------------------------------------------------- | ---------------------------------------------------------------------------- | ---------------------------------------------------------------------------- | ---------------------------------------------------------------------------- | ---------------------------------------------------------------------------- | ---------------------------------------------------------------------------- | ---------------------------------------------------------------------------- | ---------------------------------------------------------------------------- | ---------------------------------------------------------------------------- | ---------------------------------------------------------------------------- | ---------------------------------------------------------------------------- | ---------------------------------------------------------------------------- | ---------------------------------------------------------------------------- | ---------------------------------------------------------------------------- | ---------------------------------------------------------------------------- | ---------------------------------------------------------------------------- | ---------------------------------------------------------------------------- | ---------------------------------------------------------------------------- | --------- |
| 2014   | Cronulla-Sutherland                                                          | NRL                                                                          | 16e                                                                          | 6                                                                            | 12                                                                           | 3                                                                            | -                                                                            | -                                                                            |                                                                              |                                                                              |                                                                              |                                                                              |                                                                              |                                                                              |                                                                              |                                                                              |                                                                              |                                                                              |                                                                              |                                                                              |                                                                              |           |
| 2015   | Cronulla-Sutherland                                                          | NRL                                                                          | 2e tour                                                                      | 25                                                                           | 89                                                                           | 16                                                                           | 11                                                                           | 3                                                                            |                                                                              |                                                                              |                                                                              |                                                                              |                                                                              |                                                                              |                                                                              |                                                                              |                                                                              |                                                                              |                                                                              |                                                                              |                                                                              |           |
| 2016   | Cronulla-Sutherland                                                          | NRL                                                                          | Champion                                                                     | 26                                                                           | 80                                                                           | 19                                                                           | 2                                                                            | -                                                                            |                                                                              |                                                                              |                                                                              |                                                                              |                                                                              |                                                                              |                                                                              | QN                                                                           | 4                                                                            | 8                                                                            | 2                                                                            | -                                                                            | -                                                                            |           |
| 2017   | Cronulla-Sutherland                                                          | NRL                                                                          | 1er tour                                                                     | 22                                                                           | 44                                                                           | 6                                                                            | 10                                                                           | -                                                                            | 2017                                                                         | Vainqueur                                                                    | 2                                                                            | 16                                                                           | 4                                                                            | -                                                                            | -                                                                            | CM                                                                           | 7                                                                            | 48                                                                           | 12                                                                           | -                                                                            | -                                                                            |           |
| 2018   | Cronulla-Sutherland                                                          | NRL                                                                          | Finale prél.                                                                 | 26                                                                           | 144                                                                          | 22                                                                           | 28                                                                           | -                                                                            | 2018                                                                         | Perdant                                                                      | 3                                                                            | 30                                                                           | 4                                                                            | 7                                                                            | -                                                                            |                                                                              | 2                                                                            | 30                                                                           | 3                                                                            | 9                                                                            | -                                                                            |           |
| 2019   | Valentine Holmes a quitté la NRL pour disputer la NFL en football américain. | Valentine Holmes a quitté la NRL pour disputer la NFL en football américain. | Valentine Holmes a quitté la NRL pour disputer la NFL en football américain. | Valentine Holmes a quitté la NRL pour disputer la NFL en football américain. | Valentine Holmes a quitté la NRL pour disputer la NFL en football américain. | Valentine Holmes a quitté la NRL pour disputer la NFL en football américain. | Valentine Holmes a quitté la NRL pour disputer la NFL en football américain. | Valentine Holmes a quitté la NRL pour disputer la NFL en football américain. | Valentine Holmes a quitté la NRL pour disputer la NFL en football américain. | Valentine Holmes a quitté la NRL pour disputer la NFL en football américain. | Valentine Holmes a quitté la NRL pour disputer la NFL en football américain. | Valentine Holmes a quitté la NRL pour disputer la NFL en football américain. | Valentine Holmes a quitté la NRL pour disputer la NFL en football américain. | Valentine Holmes a quitté la NRL pour disputer la NFL en football américain. | Valentine Holmes a quitté la NRL pour disputer la NFL en football américain. | Valentine Holmes a quitté la NRL pour disputer la NFL en football américain. | Valentine Holmes a quitté la NRL pour disputer la NFL en football américain. | Valentine Holmes a quitté la NRL pour disputer la NFL en football américain. | Valentine Holmes a quitté la NRL pour disputer la NFL en football américain. | Valentine Holmes a quitté la NRL pour disputer la NFL en football américain. | Valentine Holmes a quitté la NRL pour disputer la NFL en football américain. |           |
| 2020   | North Queensland                                                             | NRL                                                                          | 14e                                                                          | 12                                                                           | 65                                                                           | 4                                                                            | 24                                                                           | 1                                                                            | 2020                                                                         | Vainqueur                                                                    | 2                                                                            | 14                                                                           | 1                                                                            | 5                                                                            | -                                                                            |                                                                              |                                                                              |                                                                              |                                                                              |                                                                              |                                                                              |           |
| 2021   | North Queensland                                                             | NRL                                                                          | 15e                                                                          | 20                                                                           | 126                                                                          | 4                                                                            | 54                                                                           | 2                                                                            | 2021                                                                         | Perdant                                                                      | 3                                                                            | 6                                                                            | -                                                                            | 3                                                                            | -                                                                            |                                                                              |                                                                              |                                                                              |                                                                              |                                                                              |                                                                              |           |
| 2022   | North Queensland                                                             | NRL                                                                          | Finale prél.                                                                 | 24                                                                           | 244                                                                          | 10                                                                           | 100                                                                          | 3                                                                            | 2022                                                                         | Vainqueur                                                                    | 3                                                                            | 22                                                                           | 2                                                                            | 7                                                                            | -                                                                            | CM                                                                           | 6                                                                            | 22                                                                           | 2                                                                            | 7                                                                            | -                                                                            |           |
| 2023   | North Queensland                                                             | NRL                                                                          | 11e                                                                          | 18                                                                           | 170                                                                          | 8                                                                            | 68                                                                           | 1                                                                            | 2023                                                                         | Vainqueur                                                                    | 3                                                                            | 24                                                                           | 2                                                                            | 8                                                                            | -                                                                            |                                                                              | 2                                                                            | 16                                                                           | 1                                                                            | 6                                                                            | -                                                                            |           |
| 2024   | North Queensland                                                             | NRL                                                                          | 2e tour                                                                      | 24                                                                           | 266                                                                          | 16                                                                           | 101                                                                          | -                                                                            | 2024                                                                         | Perdant                                                                      | 3                                                                            | 24                                                                           | -                                                                            | 12                                                                           | -                                                                            |                                                                              |                                                                              |                                                                              |                                                                              |                                                                              |                                                                              |           |
| 2025   | St. George Illawarra                                                         | NRL                                                                          |                                                                              | 4                                                                            | 18                                                                           | 1                                                                            | 7                                                                            | -                                                                            |                                                                              |                                                                              |                                                                              |                                                                              |                                                                              |                                                                              |                                                                              |                                                                              |                                                                              |                                                                              |                                                                              |                                                                              |                                                                              |           |